# Jimmie Nicol
James George Nicol (Londres, 3 d'agost de 1939), conegut professionalment com a Jimmie Nicol o Jimmy Nicol, és un bateria i empresari britànic conegut per reemplaçar temporalment a Ringo Starr als The Beatles a una sèrie de concerts durant l'auge de la Beatlemania al 1964, elevant-lo des d'una relativa obscuritat a la fama mundial. Nicol esperava que la seva associació amb els Beatles promocionés enormement la seva carrera, però ans al contrari, va trobar que el focus s'allunyava d'ell un cop que Ringo va tornar al grup. La seva posterior manca d'èxit comercial el va portar a una fallida econòmica el 1965. Després de treballar amb diverses bandes, incloent un èxit amb The Spotnicks, va abandonar el món de la música el 1967 per continuar amb una varietat de projectes. Al llarg de les dècades, Nicol s'ha allunyat cada vegada més de l'atenció dels mitjans de comunicació, preferint no parlar de la seva connexió amb els Beatles ni buscar-ne guanys econòmics. Té un fill, Howard, que és enginyer de so guardonat amb un premi BAFTA.

## Inicis
La primera oportunitat com a music professional per Jimmie Nicol va arribar quan va ser fitxat al 1957 pel caça-talents Larry Parnes mentre tocava amb diverses bandes al Londinenc The 2i's Coffee Bar, en una època on l'escena musical britànica estava en una fase transició on el skiffle donava pas al rock and roll, popularitzat pels joves coneguts com a Teddy Boys. Parnes va convidar a Nicol a unir-se a Colin Hicks & The Cabin Boys, de la que Parnes era mànager juntament amb John Kennedy (Colin Hicks és el germà menor de l'artista anglès Tommy Steele, de qui Parnes també era mànager). Després de una temporada en que va formar part de la orquestra del musical de Lionel Bart: Fings Ain't Wot They Used T'Be , de la Theater Royal Stratford East, Nicol va tornar a formar part del grup de Hicks per la seva aparició en el documental Europa Di Notte (1958), que va triomfar a Itàlia, permetent-los fer una gira allá. Durant els primers anys seixanta, Nicol va tocar amb diversos artistes, inclosos Vince Eager, Oscar Rabin i Cyril Stapleton. Durant aquest període, Jimmie treballava de manera habitual gràcies al ajut de Charlie Katz, un conegut músic de estudi. Nicol ha citat el bateria Phil Seamen i el saxofonista Julian "Cannonball" Adderley com les seves principals influències.
Al 1964 Nicol juntament amb l'ex-baixista dels Merseybeats, Bob Garner, va formar The Shubdubs, una formació de jazz similar a Georgie Fame and the Blue Flames, un grup amb qui Nicol va compartir escenari al actualment desaparegut Flamingo Jazz Club (Londres). Altres membres de The Shubdubs varen ser Tony Allen (veus), Johnny Harris (trompeta), Quincy Davis (saxòfon tenor), i Roger Coulam (òrgan - després va passar a formar els Blue Mink). Va ser en aquest punt quan va rebre una telefonada del productor dels Beatles, George Martin. Nicol recordava: "Estava descansant una mica després de dinar quan el telèfon va sonar".

## Amb els Beatles

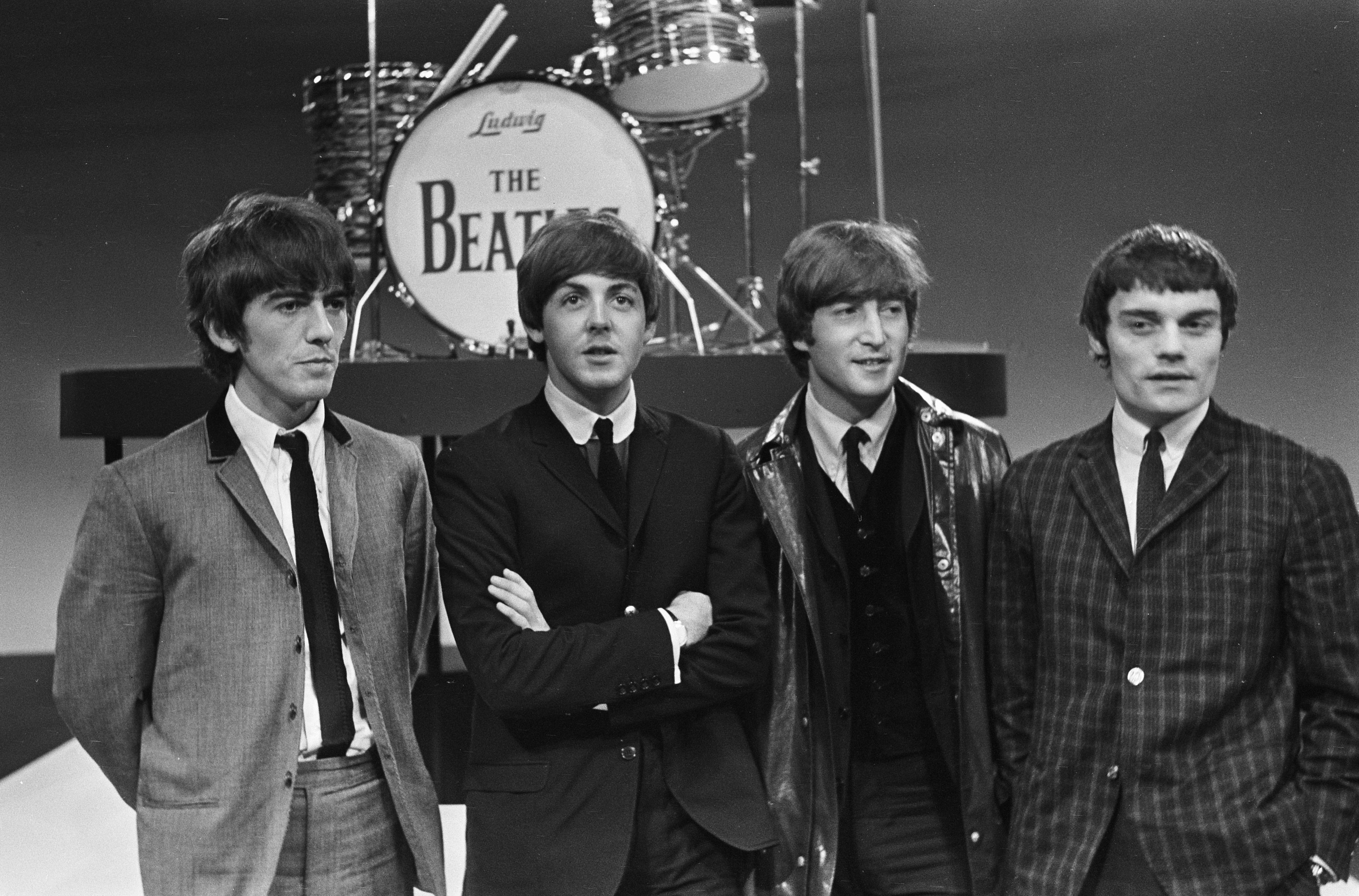
Jimmie Nicol amb els Beatles

Quan Ringo Starr va patir amigdalitis i va ser hospitalitzat el 3 de juny de 1964, la vigília de la gira australiana dels Beatles de 1964, el mànager de la banda, Brian Epstein i el seu productor, George Martin, van discutir a correcuita la viabilitat d'utilitzar un baterista substitut, en lloc de cancel·lar part de la gira. Martin va suggerir a Jimmie Nicol que l'havia utilitzat recentment en una sessió d'enregistrament amb Tommy Quickly. A més, Nicol havia participat com a music de sessió en un disc amb versions dels Beatles (anomenat Beatlemania), el que significava que ja coneixia les cançons i els seus arranjaments. Aquest disc formava part d'una sèrie d'edicions que el productor Bill Wellings i el instrumentista dels Shubdubs, Johnny Harris (fent de freelance com a compositor i arreglista), feien aplegant versions alternatives de cançons del Hit Parade britànic i que principalment estaven destinades a un jovent amb pocs recursos econòmics. Harris explicava : "La idea era que jo tractes d'endevinar quines serien les pròximes sis cançons que arribarien amunt de les llistes al mes següent. Aleshores feia els arranjaments i després entràvem al estudi per gravar uns temes que sonessin similars ; el primer EP (Extended Play) que es va editar va arribar fins a la posició 30. Jimmie estava a la bateria, i com pots imaginar, vàrem versionar un munt de cançons dels Beatles."
Tot i que John Lennon i Paul McCartney ràpidament van acceptar la idea de utilitzar un suplent, George Harrison va amenaçar de abandonar la gira, tot dient a Epstein i Martin: "Si Ringo no va, jo tampoc. Ja podeu anant buscant dos substituts.". Martin recordava: "Una mica més i no fan el tour australià. George es una persona molt lleial. Va caldre tota la meva persuasió i la de Brian per dir-li que si no ho feia defraudaria a tothom."
Tony Barrow, que en aquella època era l'agent de premsa dels Beatles, comentà : "Brian ho veia com la menys dolenta de dues opcions; cancel·lar el tour i fer enfadar a milers de fans o continuar i fer enfadar als Beatles."
Ringo va afirmar que "era molt estrany, ells anant-se'n sense mi. Van agafar a Jimmie Nicol i jo pensava que ja no m'estimaven - totes aquestes coses passaven pel meu cap."
Tot es va preparar ràpidament, es va telefonar a Nicol a casa seva al West London invitant-lo a una audició/assaig als estudis de Abbey Road Studios, i tot just el mateix dia ja es preparaven les maletes per sortir de gira.
A la conferencia de premsa un periodista li va preguntar maliciosament a John Lennon per què a Pete Best, l'anterior baterista acomiadat just abans de ser famosos, no se li havia donat l'oportunitat de substituir a Ringo. Lennon va respondre : "Ell té ara el seu propi grup [Pete Best & the All Stars], i semblaria que l'estem tornant a agafar, i això no seria bo per ell.". Més endavant, respecte al tema de la remuneració, Nicol recordava : "Quan Brian [Epstein] parlava de diners davant d'ells [Lennon, McCartney and Harrison] jo em posava molt nerviós. Em pagaven 2.500 £ per actuació i 2.500 £ per firmar. Bé, allò em sobrepassava. Quan John va protestar dient "Per Deu, Brian, faràs tornar al nano boig!", vaig pensar que s'havia acabat. Però després va dir "Dona-li 10 mil !", tothom va riure i jo em vaig trobar molt millor. Aquella nit no vaig poder dormir. Era un fotut Beatle!". Aquestes quantitats de diners, que eren una barbaritat al 1964, no estan verificades.

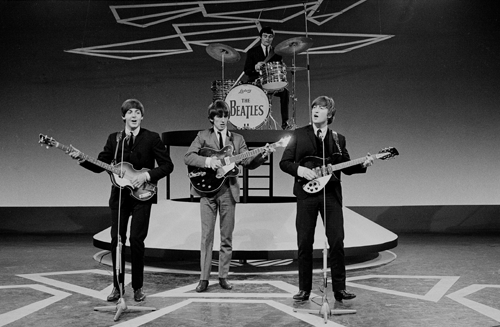
McCartney, Harrison, Lennon, i Nicol als Països Baixos, 5 juny 1964

El primer concert de Nicol amb els Beatles va ser tot just hores després, el 4 de juny al 'KB Hallen' de Copenhaguen, Dinamarca. Se'l va pentinar amb el caracteristic estil beatle, es va posar el vestit de Ringo i va sortir al escenari davant 4.500 fans. McCartney recordava : "Ell estava assegut en aquella mena de plataforma mirant embadalit totes les noies. Varem començar "She Loves You": [fent el compte] "one, two", i res, "one, two", i encara res !".
Les cançons es varen reduir de onze a deu, deixant fora "I Wanna Be Your Man" el tema que cantava Ringo.. McCartney bromejant va enviar a Starr un telegrama dient : "Afanyat i millorat Ringo, Jimmy es posa tots els teus vestits."
Comentant després sobre la naturalesa volàtil de la seva breu fama, Nicol recordava: "El dia anterior a que fos un Beatle, les noies no estaven interessades gens en mi. L'endemà, amb el vestit i el pentinat Beatle, anant a la part posterior de la limusina amb John i Paul, es morien per tocar-me. Era molt estrany i feia una mica de por". També donava pistes de com passaven el temps entre concerts: "Pensava que podria beure i ficar-me al llit amb dones fins que em poses al nivell d'aquests nois."

Als Països Baixos, sembla que Nicol i Lennon varen passar una nit sencera a un bordell. Lennon deia: "Era tot un espectacle. Satíricon ! Havien fotògrafs denigrant-se per mi, s'arrossegaven per Àmsterdam als meus pues, sortia dels prostíbuls i deien "Bon dia John". La policia m'escortava a aquests llocs perquè no volien cap escàndol. Quan anàvem de festa, hi anàvem, no perdíem el temps. Les teníem [les dones]. Eren una passada. En aquells temps no les anomenàvem groupies ; he oblidat com les anomenàvem, alguna cosa així com slags (≈fàcils)".

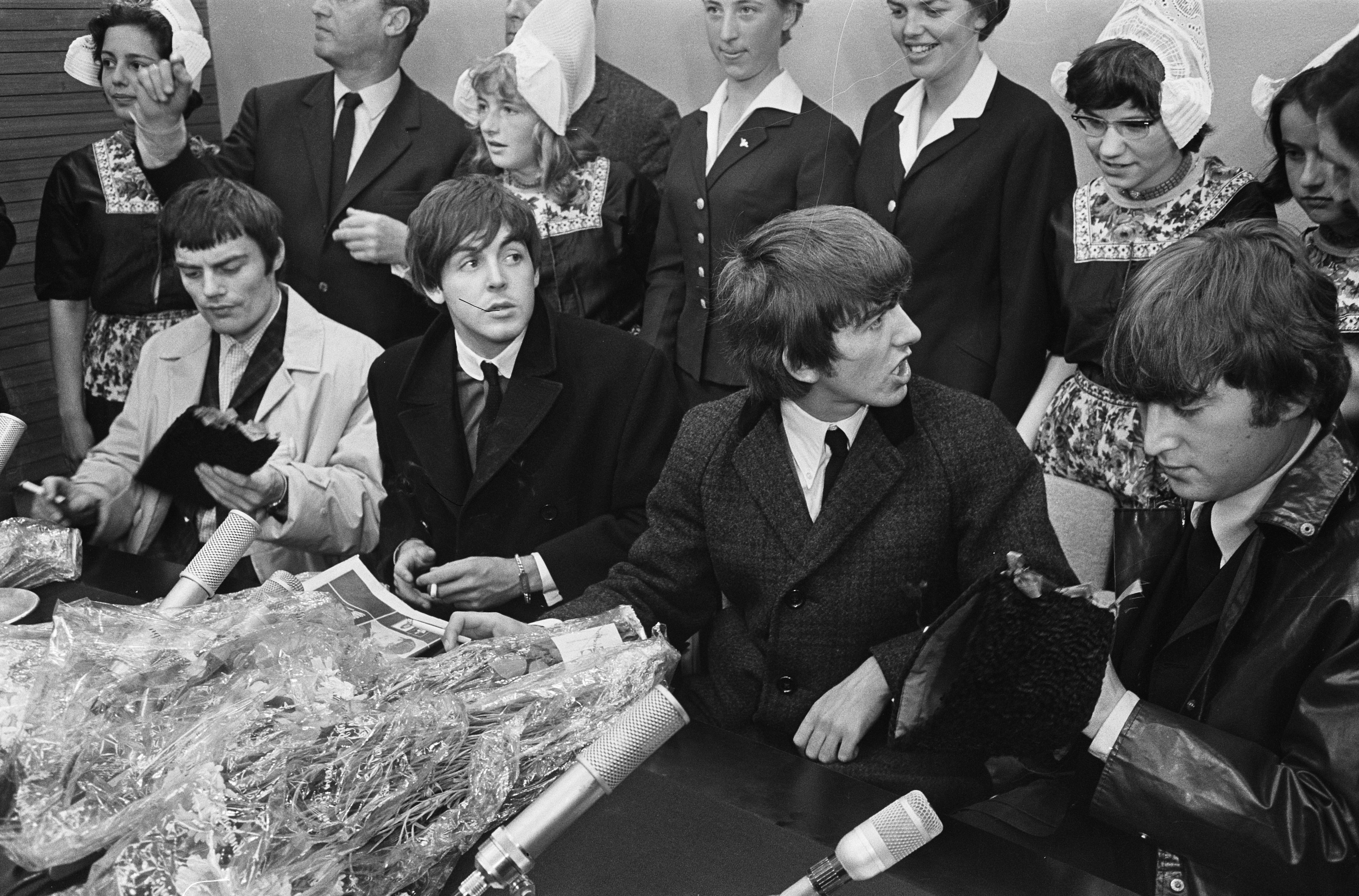
Nicol, McCartney, Harrison, Lennon, a la conferencia de premsa, als Països Baixos

 En aquell moment, els Beatles cada vegada estaven més restringits per la seva creixent fama, passant la major part del seu temps lliure dins d'habitacions d'hotel. Però Nicol va descobrir, que més enllà de actuar com un Beatle, es podia comportar com qualsevol altre turista: "Sovint sortia sol. Pràcticament ningú em reconeixia i podia anar a fer un volt. A Hong Kong, vaig anar a veure els milers de persones que vivien en petites barques al port. Vaig veure els refugiats a Kowloon, i vaig visitar un nightclub. M'agrada veure la vida. Un Beatle mai podria fer realment això."
Nicol va participar en un total de vuit concerts fins que Ringo es va unir al grup a Melbourne, Austràlia, el 14 de juny. No va poder acomiadar-se dels Beatles, ja que estaven dormint quan va marxar, i no els va voler molestar. A l'aeroport de Melbourne, Epstein li va donar un xec per 500 lliures i un rellotge d'or Eterna-matic amb la inscripció : "Dels Beatles i Brian Epstein per Jimmy - amb afecte i gratitud.".
George Martin més tard va reconèixer els problemes que Jimmy va patir provant de reajustar-se a una vida normal un altre cop: "Jimmie Nicol va ser un baterista molt bo que va arribar i va aprendre les parts de Ringo molt bé. Va fer una feina excel·lent, i es va esvair a l'obscuritat després." McCartney: "No va ser una cosa fàcil per en Jimmy substituir al Ringo, i tenir tota aquella fama a sobre. I una vegada que la feina es va acabar, va deixar de ser famós." Nicol també va expressar el seu desencant anys després: "Substituir Ringo ha sigut la pitjor cosa que me ha passat mai. Fins llavors era feliç guanyant 30 o 40 lliures a la setmana. Quan els titulars es van fondre (≈died), jo vaig començar a morir també.". Va resistir la temptació de vendre la seva història, dient en una entrevista al 1987 : "Quan els diners van començar a faltar, vaig pensar de treure rendiment d'una manera o un altre. Però el moment no era l'adequat. A més no volia molestar als Beatles. Ells havien sigut fotudament bons per mi i amb mi"

## Carrera posterior i vida
Nicol va reformar The Shubdubs, desnombrant-los com Jimmy Nicol and the Shubdubs. Van publicar dos singles "Husky"/"Don't Come Back" seguit per "Humpty Dumpty"/"Night Train"; cap d'ells va tenir èxit comercial. Més endavant va tornar a ser cridat per substituir un bateria malalt, va ser quan Dave Clark bateria del grup The Dave Clark Five va emmalaltir, i Jimmy Nicol and the Shubdubs va unir-se a la banda a Blackpool, Lancashire. Durant aquests dies va recordar la fama, tot i ser breu, que havia tingut substituint a un Beatle, rebent prop de 5.000 cartes de fans que li va fer arribar un discjockey de radio australià. Nicol respongué agraint als fans i prometent que algun dia tornaria a Austràlia de manera definitiva. Un temps després es va retrobar amb els Beatles, va ser quan la seva banda va aparèixer juntament amb ells i els Fourmost el 12 del juliol del 64 al hipòdrom de Brighton.
Al 1965 Jimmie es va declarar en bancarrota amb deutes de 4.066 £, només nou mesos després d'haver estat temporalment un Beatle. Aquell mateix any es va unir al grup d'èxit suec The Spotnicks, gravant amb ells i fent dues gires mundials. Va deixar el grup al 1967, passant el seu temps a Mèxic estudiant ritmes de samba i bossa nova, i diversificant a d'altres negocis. Al 1975 va tornar a Anglaterra per dedicar-se a fer renovacions immobiliàries. Al 1988 van haver rumors de que havia mort, però un article al aparegut al Daily Mail al 2005 confirmava que seguia viu i residia a Londres. 

## Llegat
Durant el poc temps que Nicol va estar amb els Beatles, tant John com Paul sovint li preguntaven com es trobava fent de copia, ell solia respondre "It's getting better" (esta millorant). Tres anys més tard McCartney estava passejant la seva gossa, Martha, amb Hunter Davies, el biògraf oficial dels Beatles, quan el sol va sortir. Paul va dir que el temps estava millorant, i va començar a riure, tot recordant a Nicol. Aquest succés va inspirar la cançó "Getting Better" del disc de 1967 Sgt. Pepper's Lonely Hearts Club Band.
McCartney tornà a fer referència a Nicol a les cintes de 1969 del àlbum Let It Be, dient: "Penso que et pots trobar que no anem al estranger, perquè Ringo va dir que ell no vol viatjar a fora. Ja saps, es va baixar del carro. Però Jimmie Nicol pot anar al estranger."
Durant la seva aparició al programa "Fresh Air" de Terry Gross al abril de 2016, Tom Hanks va dir que, quan va escriure el guió de la seva pel·lícula That Thing You Do!, va estar influenciat parcialment per l'experiència de Jimmie Nicol amb els Beatles

## Discografia i historial d'actuacions
| 1950s     | - Cant coral a la Honeywell Road School (Wandsworth, Londres). - The Boys Brigade (percussió). - Army Cadet Military Band (percussió i xilofon). - Durant un breu temps, Nicol també treballà com a reparador de bateries al distribuïdor d'instruments musicals Boosey & Hawkes (UK). | - Cant coral a la Honeywell Road School (Wandsworth, Londres). - The Boys Brigade (percussió). - Army Cadet Military Band (percussió i xilofon). - Durant un breu temps, Nicol també treballà com a reparador de bateries al distribuïdor d'instruments musicals Boosey & Hawkes (UK). |
| 1957/1958 | Colin Hicks & The Cabin Boys. (Colin Hicks es el germà petit de la estrella britànica Tommy Steele). Singles editats: - Pye 7N15114 Wild Eyes And Tender Lips / Empty Arms Blues - Pye 7N15125 La Dee Dah / Wasteland - Pye 7N15163 Little Boy Blue / Jamabalaya                       | Colin Hicks & The Cabin Boys. (Colin Hicks es el germà petit de la estrella britànica Tommy Steele). Singles editats: - Pye 7N15114 Wild Eyes And Tender Lips / Empty Arms Blues - Pye 7N15125 La Dee Dah / Wasteland - Pye 7N15163 Little Boy Blue / Jamabalaya |
| 1959/1960 | Vince Eager and the Quiet Three. | Vince Eager and the Quiet Three. |
| 1960      | Oscar Rabin Band. | Oscar Rabin Band. |
| 1961      | Cyril Stapleton Big Band. | Cyril Stapleton Big Band. |
| 1961–1963 | Músic de sessió (incloent-hi feines amb musics de les orquestres de Ted Heath i Johnny Dankworth). | Músic de sessió (incloent-hi feines amb musics de les orquestres de Ted Heath i Johnny Dankworth). |
| 1964      | | The Shubdubs. Singles editats: - Humpty Dumpty / Night Train – Pye 7N15623 2/1964 / US: Mar–Mar Records 313 1964 - Husky / Please Come Back – Pye 7N15666 6/1964 (apareix com 'Jimmy Nicol') - Baby Please Don't Go / Shubdubery – Pye 7N15699 10/1964 |
| 1964      | Abril / Maig | Gira amb Georgie Fame and The Blue Flames. |
| 1964      | Juny | The Beatles (com a substitut temporal de Ringo Starr). - 4 Juny 1964: KB Hallen, Copenhagen, Dinamarca. - 5 Juny 1964: Treslong, Hillegom, Holanda, (gravació de TV show, VARA). - 6 Juny 1964: Auction Hall (Veilinghal), Blokker, Holanda. - 9 Juny 1964: Princess Theatre, Kowloon, Hong Kong. - 12 Juny 1964: Centennial Hall, Adelaida, Austràlia. - 13 Juny 1964: Centennial Hall, Adelaida, Austràlia. |
| 1964/1965 | Gira com : Jimmy Nicol & The Shubdubs Edició del senzill en solitari : The Sound of Jimmy Nicol - Sweet Clementine / Roaring Blue – Decca F12017 | Gira com : Jimmy Nicol & The Shubdubs Edició del senzill en solitari : The Sound of Jimmy Nicol - Sweet Clementine / Roaring Blue – Decca F12017 |
| 1965–1967 | The Spotnicks. Single release by: The Spotnicks Introducing Jimmie Nicol - Husky / Drum Diddley – SweDisc SWES 1111 | The Spotnicks. Single release by: The Spotnicks Introducing Jimmie Nicol - Husky / Drum Diddley – SweDisc SWES 1111 |
| 1967      | Nicol viu a Mèxic treballant amb grups de samba i bossa nova. Es casa i té un fill, Howard, el qual als 90s guanya un premi pel seu treball com a enginyer de só a la col·lecció de les gravacions dels Beatles a la BBC .                                                             | Nicol viu a Mèxic treballant amb grups de samba i bossa nova. Es casa i té un fill, Howard, el qual als 90s guanya un premi pel seu treball com a enginyer de só a la col·lecció de les gravacions dels Beatles a la BBC . |
| 1969      | Jimmie Nicol Show: - Jumpin' Jack Flash / Era Psicodelica Del A Go Go – Discos Orfeon LP-E-12-623 (Mexic, LP) (cantat en espanyol). | Jimmie Nicol Show: - Jumpin' Jack Flash / Era Psicodelica Del A Go Go – Discos Orfeon LP-E-12-623 (Mexic, LP) (cantat en espanyol). |
| 1971      | Blue Rain (Grup de rock mexicà gravat a casa de Nicol). | Blue Rain (Grup de rock mexicà gravat a casa de Nicol). |

Informació recollida de Arxivat 2012-01-11 a Wayback Machine.